# Àcid hiposudòric
L'àcid hiposudòric és un pigment vermell trobat en les secrecions de la pell de l'hipopòtam. Sovint aquestes secrecions es coneixen com a "suor de sang" (i d'aquí el nom "hiposudòric", és a dir, "suor d'hipopòtam") tot i que el color vermellós no és degut a la sang sinó a l'àcid hiposudòric i al seu anàleg àcid norhiposudòric
Es forma com a derivat de la dimerització oxidativa de l'àcid homogentísic, un metabolit intermediari en el catabolisme dels aminoàcids aromàtics, tirosina i fenilalanina.
L'àcid hiposudòric és produït per unes glàndules subdèrmiques que els hipopòtams tenen repartits per tot el seu cos; tot i que estrictament parlant no es tracta de suor, ja que no és produït per glàndules sudorípares, actua tal com ho fa la suor per tal de controlar la temperatura corporal dels vertebrats.
De la mateixa manera que el seu anàleg, l'àcid norhiposudòric, l'àcid hiposudòric actua com a protector solar (el seu espectre d'absorció se situa en el rang ultraviolat/visible, 200–600 nm) i agent antimicrobià.

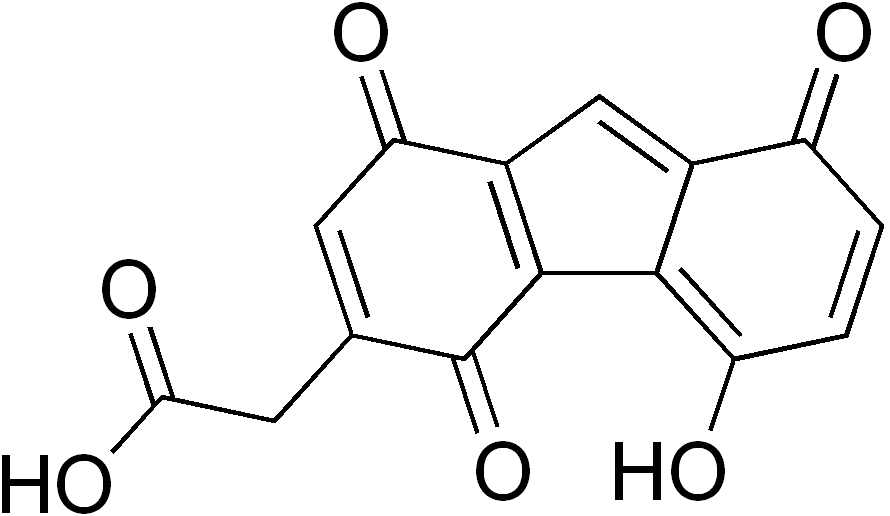
Àcid norhiposudòric